# رثم (أرحب)

تعديل مصدري - تعديل

رثم هي إحدى قرى عزلة المنصور بمديرية أرحب التابعة لمحافظة صنعاء، بلغ تعداد سكانها 256 نسمة حسب تعداد اليمن لعام 2004.